# Sekido Tsutomu
Sekido Tsutomu (japanisch 関戸 力, später: Yazaki Tsutomu (矢崎 力); * 25. März 1915 in Otaru; † 23. November 1987) war ein japanischer Skisportler, der im Skilanglauf, Ski Alpin und in der Nordischen Kombination startete.
Sekido wurde im Jahr 1933 japanischer Juniorenmeister über 18 km und in der Nordischen Kombination und errang bei den japanischen Meisterschaften 1935 jeweils den zweiten Platz über 17 km und in der Nordischen Kombination. Bei seiner einzigen Teilnahme an Olympischen Winterspielen im Februar 1936 in Garmisch-Partenkirchen belegte er den 55. Platz über 18 km, den 35. Rang in der Nordischen Kombination und den 12. Platz zusammen mit Yamada Ginzō, Yamada Shinzō und Tadano Hiroshi in der Staffel. Zudem nahm er an der Alpinen Kombination teil, die er aber nicht beendete. Im Jahr 1939 wurde er japanischer Meister über 50 km. 
Nach seiner Karriere als Skilangläufer trainierte Sekido das japanische Skiteam bei den Olympischen Winterspielen 1976 und war Direktor des japanischen Skiverbandes und stellvertretender Vorsitzender des Skiverbandes Hokkaido. 